# آناکوندای سبز
آناکوندای سبز (نام علمی: Eunectes murinus) نام یک گونه از سرده آناکوندا است. این گونه سنگین‌ترین و بزرگ‌ترین گونه مار بوده و دومین مار دراز (بعد از یک گونه از پایتون) به‌شمار می‌رود.
این گونه از مارها سمی نیستند بلکه به دور شکار خود می‌پیچند و آن را له می‌کنند.
اناکوندای سبز در آمریکای جنوبی زندگی می‌کند، در کشورهایی از جمله کلمبیا، ونزوئلا، گویاناس، اکوادور، پرو، بولیوی، برزیل، جزیره ترینیداد و تا جنوب شمال پاراگوئه یافت می‌شود.
آناکونداها عمدتاً در جنگل‌های بارانی استوایی آمازون و اورینوکوبازین‌ها در باتلاق‌ها و جریان‌های کند حرکت می‌کنند. آنها در زمین دست و پاگیر هستند، اما در آب براق هستند. چشم‌ها و دهانه‌های بینی آنها بالای سرشان است و به آنها این امکان را می‌دهد که در کمال غوطه‌وری در انتظار طعمه بنشینند.